# Catedral de Santa María Asunta (Owerri)
La Catedral de Santa María Asunta o simplemente Catedral de la Asunta (en inglés: Assumpta Cathedral) es el nombre que recibe un edificio religioso que pertenece a la Iglesia Católica que se encuentra ubicado en la ciudad de Owerri capital del estado de Imo en la parte sureste del país africano de Nigeria. Como su nombre lo indica esta dedicada al dogma católico de la Asunción de la Virgen María.
El templo sigue el rito romano o latino y es la iglesia principal de la Arquidiócesis de Owerri (Archidioecesis Overriensis) que empezó como vicariato apostólico en 1948 y obtuvo su actual estatus en 1994 mediante la bula "Ad aptius efficaciusque" del entonces papa Juan Pablo II.
Esta bajo la responsabilidad pastoral del Arzobispo Anthony John Valentine Obinna.